# Liste der Biografien/Hex
Liste der Biografien |
Portal Biografien |
Personensuche
# |
A |
B |
C |
D |
E |
F |
G |
H |
I |
J |
K |
L |
M |
N |
O |
P |
Q |
R |
S |
T |
U |
V |
W |
X |
Y |
Z |
?
 
Ha |
Hd |
He |
Hi |
Hj |
Hk |
Hl |
Hm |
Hn |
Ho |
Hr |
Hs |
Ht |
Hu |
Hv |
Hw |
Hy
 
Hea |
Heb |
Hec |
Hed |
Hee |
Hef |
Heg |
Heh |
Hei |
Hej |
Hek |
Hel |
Hem |
Hen |
Heo |
Hep |
Heq |
Her |
Hes |
Het |
Heu |
Hev |
Hew |
Hex |
Hey |
Hez
Die Liste der Biografien führt alle Personen auf, die in der deutschsprachigen Wikipedia einen Artikel haben. Dieses ist eine Teilliste mit 14 Einträgen von Personen, deren Namen mit den Buchstaben „Hex“ beginnt.

## Hex

### Hexa
- Hexamer, Wilhelm (1825–1870), Revolutionär und Batterieführer

### Hexe
- Hexe Köbes (1865–1944), deutscher Altmaterialhändler und Original von Bergisch Gladbach
- Hexe von Waldshut, Opfer der Hexenverfolgung
- Hexeberg, Iver (* 2000), norwegischer Telemarker
- Hexel, Dietmar (* 1949), deutscher Gewerkschafter
- Hexelschneider, Erhard (1934–2018), deutscher Slawist und Autor

### Hexh
- Hexham, Irving (* 1943), britisch-kanadischer Religionswissenschaftler

### Hexm
- Hexmann, Friedrich (1900–1991), österreichischer Politiker (KPÖ)

### Hexn
- Hexner, Ervin Paul (1893–1968), US-amerikanischer Rechtswissenschaftler

### Hext
- Hextall, Bryan junior (* 1941), kanadischer Eishockeyspieler
- Hextall, Bryan senior (1913–1984), kanadischer Eishockeyspieler und -trainer
- Hextall, Dennis (* 1943), kanadischer Eishockeyspieler
- Hextall, Ron (* 1964), kanadischer Eishockeytorwart und -funktionär

### Hexu
- Hexum, Jon-Erik (1957–1984), US-amerikanischer Schauspieler und ModelJon-Erik Hexum (1957–1984)

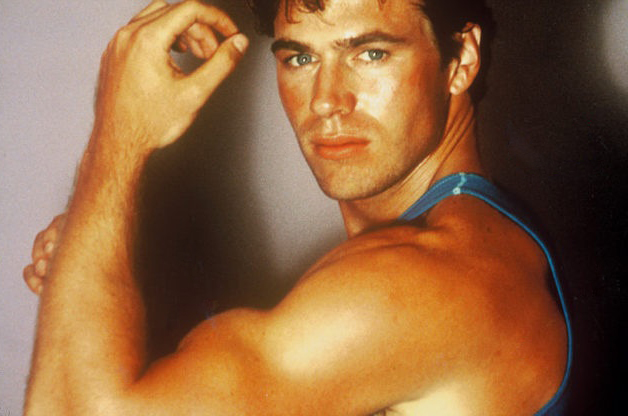
Jon-Erik Hexum (1957–1984)